# Feltia repleta
Feltia repleta (tên tiếng Anh: Replete Dart) là một loài bướm đêm thuộc họ Noctuidae. Nó là một tropical species that can be có ở Argentina và Brasil tới México và occurs occasionally ở Florida, Louisiana và miền nam Texas.
Sải cánh dài 45–50 mm.
Ấu trùng ăn a wide variety of plants, bao gồm various agricultural crops such as tomatoes.